# ダミアン・ル・タレク
ダミアン・ル・タレク（Damien Le Tallec, 1990年4月19日 - ）は、フランス・ポワシー出身のサッカー選手。ポジションはディフェンダー。

## 経歴
1995年からル・アーヴルACのユースチームに所属し、2005年にスタッド・レンヌに移籍し、2007年にトップチームに昇格した。
2009年、ドイツのボルシア・ドルトムントに3年契約で移籍した。
2012年1月、母国のFCナントに完全移籍した。
2016年1月29日、ロシア・プレミアリーグのFCモルドヴィア・サランスクからセルビア・スーペルリーガのレッドスター・ベオグラードに移籍し2年半の契約を結んだ。
2018年6月20日、モンペリエHSCに移籍することが発表された。背番号は14番。
2021年7月9日、AEKアテネFCに2年契約で移籍した。

## 代表歴
フランス代表として各年代の代表でプレーし、UEFA U-17欧州選手権2007では2ゴールを挙げ、FIFA U-17ワールドカップでは4ゴールを挙げる活躍をした。2009年にUEFA U-19欧州選手権に出場した。

## 人物
かつてリヴァプールFCにも所属していたアントニー・ル・タレクは実兄である。

## タイトル
クラブ
レンヌ
- クープ・ガンバルデッラ（英語版） : 2008

ドルトムント
- ブンデスリーガ : 2010-11

レッドスター
- セルビア・スーペルリーガ : 2015-16, 2017-18